# Alaunen
Die Alaunen (altgriechisch Ἀλαυνοί) waren ein antiker Volksstamm, der bei Claudius Ptolemäus in der Aufzählung westnorischer Stämme erwähnt wird.